# Mas El Talló
El Talló és una masia al vessant nord de la muntanya del Talló, al nord-est del nucli de Castellgalí, al Bages.